# Viktoria Myrén
Viktoria Myrén, född 21 januari 1971, är en svensk journalist och författare. Myréns debutroman I en familj finns inga fiender gavs ut 2009 på Ordfront förlag. 